# 라이브 에이드
라이브 에이드(Live Aid)는 1985년 7월 13일에 개최된 대규모 공연으로, 밥 겔도프와 밋지 유르가 에티오피아 난민의 기아 문제를 해결하기 위한 자금 마련을 목적으로 기획하였다. 일명 '범지구적 주크박스' 콘셉트로, 주요 공연장은 영국 런던의 웸블리 스타디움(관중 약 7만 2000 명)과 미국 필라델피아의 존 F. 케네디 스타디움(관중 약 9만 명)이었고, 일부 공연은 시드니와 모스크바에서도 이루어졌다.
이 공연은 역사상 가장 규모가 큰 실시간 위성 중계 텔레비전 방송으로, 약 15억 명의 시청자가 100여 개의 국가에서 실황 중계를 시청한 것으로 알려져 있다.

## 기획
이 공연의 기획은 밥 겔도프와 밋지 유르를 비롯한 영국과 아일랜드의 음악가들이 참가하여 제작하여 성공했던 1984년의 자선 싱글 〈Do They Know It's Christmas?〉에서 시작되었다. 당시 이는 밴드 에이드라는 이름으로 발매되었다.
이러한 움직임은 유럽의 다른 지역과 아메리카 대륙으로도 확대되었고, 기부금 모금 차원에서 라이브 에이드는 기대 이상의 성공을 거두었다. 2001년 한 텔레비전 프로그램 기획자는, 처음에는 100만 파운드의 수익을 예상했는데 실제 공연 후 1억 5천만 파운드의 수익을 올렸다고 밝힌 적이 있다.
라이브 에이드 기획을 주도한 공로로 밥 겔도프는 1986년 명예 대영 제국 훈장 2등급(honorary KBE)을 받았고, 밋지 유르는 꾸준한 음악활동 및 자선활동의 공헌까지 참작되어 2005년 대영 제국 훈장 4등급(OBE)을 받았다. 또, 하비 골드스미스(Harvey Goldsmith)도 기획에 참여해 밥 겔도프와 밋지 유르 등의 계획이 결실을 거두는 데 공헌을 한 인물로 꼽힌다.

## 협력의 성과와 난점
실황 공연은 그리니치 평균시 기준 12시 정오에 영국 런던의 웸블리 스타디움(이하 웸블리)에서 시작되었다. 미국에서는 동부표준시 기준으로 8시 51분 필라델피아의 존 F. 케네디 스타디움(이하 JFK)에서 시작되었다. 영국에서의 공연은 그리니치 평균시로 오후 10시, 동부 표준시로 오후 5시에 끝났다. 미국 공연을 포함한 모든 공연은 4시 5분, 동부 표준시로 오후 11시 5분에 종료되었다. 그러므로 공연은 16시간 지속된 셈이지만, 영국과 미국의 가수들이 동시에 공연한 경우가 많아서 실제로는 더 길게 진행되었다.
당시까지는 그와 같이 많은 가수가 모여 공연을 펼친 사례가 없었다. 티어스 포 피어스, 줄리언 레넌, 캣 스티븐스 등 일부 음악가들은 이전에 참여의사를 밝혔지만 참가하지 못했다. 특히 캣 스티븐스는 이 공연을 위해 〈4 The Tears In Your Eyes〉를 작곡했고, 공연에 참여도 할 예정이었다. 그에게는 1977년경 무슬림이 되고 '유수프 이슬람(Yusuf Islam)'으로 개명한 이래로 첫 대중 공연이기도 했다. 그러나 주최측과의 일정 조율에 문제가 생겨 무대에 오르지 못했고, 후에 프린스가 〈4 The Tears In Your Eyes〉의 영상을 제작했다. 또한 재결합한 딥 퍼플이 공연 참가 의사를 밝혔으나, 기타리스트인 리치 블랙모어가 모습을 감추어 무산되었다..
믹 재거와 데이비드 보위는 원래 미국과 영국에서 동시에 공연을 하기로 계획했지만 기술적 문제로 동기화가 불가능해졌고, 믹 재거는 JFK에서 티나 터너와 함께 라이브 공연을 계속했다. 대신 그들은 당초 공연하고자 했던 〈Dancing In The Street〉를 후에 영상으로 제작했다.
공연 비디오와 CD는 광범위하게 퍼져나갔고, 밥 겔도프는 사진작가 데니스 오리건(Denis O'Regan)의 도움으로 공식책자를 발매했다. 당초 이 공연은 사적인 이윤을 얻을 목적으로 이루어진 것이 아니긴 했지만, 2004년 워너 뮤직 그룹은 실황공연과 다큐멘터리를 담은 4장 분량 DVD타이틀을 발매했다.

## 방송의 혁신과 문제
이 실황 공연은 당시 이른바 '가장 야심찬 국제 위성 중계 모험'으로 회자되었다.
유럽에서는 BBC에서 방송 중계를 제공했고, 리처드 스키너(Richard Skinner)와 앤디 커쇼(Andy Kershaw)의 진행으로 방송이 시작되었다. 다양한 공연 사이사이에 여러 인터뷰와 토크가 이어졌다. 텔레비전으로 중계된 BBC 방송은 모노로 제작되었지만 BBC 라디오 1채널에서는 스테레오 방송을 송출했다. 런던과 필라델피아에서의 끊임없는 활동 덕분에 BBC측 제작자들은 그들의 방송에서 '크로스비, 스틸스, 내쉬 & 영(Crosby, Stills, Nash & Young)'의 재결합 공연을 방영할 수 있었다. BBC 방송은 유럽의 다양한 채널에 '깨끗한 화질'의 방송을 송출했다.
미국 중계는 ABC가 대부분 책임지고 있었고(ABC는 딕 클락이 진행한 공연의 마지막 3시간만을 송출했고, 나머지 부분은 ABC의 신디케이트 조직이던 오비스 커뮤니케이션스(Orbis Communications)에서 담당했다), 이와는 완전히 독립적으로 케이블 방송 MTV가 같은 시각 공연을 방영하기도 했다.
이 방송은 스테레오로 방영되어서 특별한 수신기가 있어야 볼 수 있었는데, 1985년 당시 미국 가정에는 이러한 수신기의 보급률이 낮았다. BBC는 공공방송인 만큼 상업성을 배제하고 방영했지만, ABC의 방송에서는 광고와 인터뷰가 난무했다. 이 때문에 광고 시간 동안 방송이 되지 못하고 지나간 공연분량이 많았다.
ABC와 신디케이션(Broadcast syndication)의 가장 큰 문제는 전체 방송의 특정 부분을 재방영하기를 원했다는 점이었다. 특히 주요 시간대 중에서도 마지막 3시간을 원했다. 이로 인해 오비스 커뮤니케이션스에서는 일부분을 다른 것으로 대체했고, 특히 런던과 필라델피아에서 동시에 진행되는 공연 분량을 편집했다. 예를 들어 런던 시각으로 오후 10시에 런던 윔블던에서 피날레 공연을 하고 있을 때 신디케이션은 미리 준비한 부분을 방영했고 그들은 프라임 시간대에 피날레 공연을 송출할 수 있었다.
ABC 라디오 네트워크는 지역 방송을 군데군데 송출하여 오리지널의 많은 부분이 누락된 채 송출되었다. 빌리 코널리가 공연의 중간에 전 세계 TV의 95%가 이 공연을 내보내고 있다고 알렸다.
1995년 VH1과 머치뮤직(MuchMusic)은 공연 10주년 기념으로 재편집된 10시간 분량의 영상을 재방영했다. 2005년 11월 19일에는 BBC가 전체 오리지널 방송을 재송출했고, 라이브 에이드 팬사이트에서는 비디오 스트리밍으로 이를 방영했다.

## 공연

### 영국(웸블리)
웸블리 공연은 스테이터스 쿠오의 〈Rockin' All Over the World〉로 본격적으로 시작되었다.
U2의 공연은 그들이 처음으로 뛰어난 라이브 그룹이라는 사실을 대중에게 각인시키는 순간이 되었고, 이 공연은 그들을 슈퍼스타의 위치로 격상시키는 데 크게 공헌하였다. 리드 싱어였던 보노는 스테이지에서 뛰어내려 관중석으로 들어가 한 여자 관객과 춤을 추었다. 이 때문에 U2는 두 곡만을 공연할 수밖에 없었고, 세 번째로 연주하기로 했던 〈Pride (In the Name of Love)〉는 제외되었다. 2005년 7월, 당시 보노와 함께 관중석에서 춤을 추었던 여성 관중은 보노가 자신의 생명을 구했다고 진술했다. 그녀는 관객석에서 앞으로 밀어내는 관중들의 거대한 힘에 압박당하고 있었다. 보노는 이 광경을 목격했고 공연 관계자들에게 미친듯이 그녀를 가리키며 도와 줄 것을 요청했지만 관계자들은 이 손짓을 이해하지 못했다. 보노는 스테이지에서 뛰어내려 그녀를 도와주었다. 이 일은 U2가 〈Bad〉를 공연하던 도중에 일어났다.
〈Bohemian Rhapsody〉로 많은 관중들을 열광시킨 퀸은 〈Radio Ga Ga〉에서 리드 싱어 프레디 머큐리가 보여준 익살과 무대매너로 웸블리 스타디움에 운집한 관중들의 박수를 이끌어내었다. 공연은 〈We Will Rock You〉, 〈We are the Champions〉으로 이어졌다. 퀸은 관중을 휘어잡았고, 그들의 공연은 의심할 여지가 없는 공연의 하이라이트로 꼽혔다. 〈Hammer to Fall〉 공연 도중 보여준 카메라맨과의 춤을 포함해 퀸의 퍼포먼스는 당대 아티스트 중 손에 꼽히던 그들의 열정적인 무대매너를 대중에 각인시키는 한 계기가 되었다. 후에 엘튼 존과 밥 겔도프는 "그들이 쇼를 훔쳤다(They stole the show)"라고 말하기도 했다.
관객의 시선을 끌어낸 또다른 순간은 데이비드 보위가 〈Heroes〉를 부를 때였다. 그는 이 노래를 자신의 어린 아들과 전 세계의 어린이들에게 헌정했다.
웸블리 경기장에서의 대륙간 방송의 기술상 문제로 인해, 더 후가 〈Why Don't You All Fade〉을 시작으로 〈My Generation〉 등을 부르기로 한 계획은 실패했다(〈Why Don't You All Fade〉의 마지막 부분은 발전기가 폭발하여 잘려나갔다). 더 후는 당시 공식 일원이던 케니 존스가 드럼을 연주했다. 더 후의 공연현장은 이와 같이 난잡한 감이 있었으나, 〈Won't Get Fooled Again〉의 거친 버전은 웸블리 경기장의 관중들을 열광시켰다. 이 공연에 대해여 음악 전문지 《롤링 스톤》은 '거칠지만 적절했다'고 평했다.
다음으로 엘튼 존이 무대에 올라 조지 마이클과 앤드루 리즐리, 키키 디, 그리고 자신의 밴드를 대동하고 〈I'm Still Standing〉, 〈Bennie and the Jets〉, 〈Rocket Man〉, 〈Don't Go Breaking My Heart〉, 〈Don't Let the Sun Go Down on Me〉, 〈Can I Get a Witness〉 등 6곡을 불렀다.
공연 기획자들은 기획단계에서 적어도 한명의 전 비틀즈 멤버가 공연에 참여해주길 열망한다고 언급했다. 폴 매카트니가 가장 이상적인 대상이었다. 그들은 폴이 공연에 참가하여 영국 음악의 '나이 든 증인'으로 각인되게 하는 것이 적절하다고 생각했고, 다소의 정치적인 판단을 더해 공연을 실현시키려 했다. 폴의 매니지먼트사 소속이었던 자녀들도 참가를 설득해 폴은 공연 참가에 동의했고, 밴드 에이드의 피날레를 제외한 공연의 마지막을 폴 매카트니가 장식했다. 그러나, 공연 도중 기술적 문제가 발생했다. 〈Let It Be〉 공연의 처음 2분간 폴의 마이크가 꺼진 상태였고, 시청자와 경기장의 관중들이 그의 음악을 거의 듣지 못하는 상황이 발생한 것이다. 폴 매카트니는 순간 장난스럽게 가사를 개작할 생각을 품었고, 그대로 실행했다.
"There will be some feedback, let it be."
(원곡의 해당 가사는 'There will be an answer, let it be'다 -역주)
밴드 에이드의 〈Do they know it's Christmas?〉를 피날레로, 밥 겔도프가 피트 톤젠드와 폴 매카트니의 어깨에 영웅처럼 올려졌다. 이는 음악과 자선을 위해 전 세계가 하루동안 뭉친 것을 상징하는 것이었고, 록 음악에 있어서 세대 간 '횃불의 전달'(Passing of the torch: 존 F. 케네디의 대통령 취임 연설에서 사용된 표현으로, 케네디는 미국의 세대 교체를 상징하기 위해 이 표현을 사용했다)을 대표하는 것으로 평가되었다.

### 미국(JFK)
미국에서의 공연이 시작될 때 존 바에즈는 관중을 화면에 비추며 운집한 관중에게 소리쳤다.
"오늘은 당신들의 우드스톡입니다. 오랫동안 기다리셨습니다!"
(우드스톡: 1969년의 우드스톡 페스티벌을 지칭, 며칠에 걸친 록 음악 페스티벌로 히피의 성전으로 불린다. -역주)
밥 딜런의 기타줄이 끊어졌을 때, 로니 우드는 그의 기타를 딜런에게 건네 주었다. 우드는 기타가 없는 상태로 스테이지에 남아 있었다. 그는 관중에게 어깨를 들썩였고, 곧이어 에어 기타(기타 없이 기타 연주를 흉내내는 행위)를 연주했다. 심지어 그는 피트 톤젠드의 팔을 크게 돌리는 특유의 동작을 그대로 따라하기도 했다. 이런 상황은 무대 담당 관계자가 교체를 지시할 때까지 계속되었다.
믹 재거가 티나 터너와 〈It's Only Rock 'N' Roll〉을 듀엣으로 부르는 도중 티나 터너의 드레스를 손으로 쳐서 벗겼고, 공연 동안 그녀가 레오타드만을 입은 상태로 공연이 계속되는 일도 벌어졌다.
JFK에서는 '크로스비, 스틸스, 내쉬 & 영'의 재결합과 블랙 사바스 원 멤버의 공연에 이어 필 콜린스, 그리고 시크의 토니 톰슨(Tony Thompson)이 나누어 드럼을 연주한 레드 제플린 음악 공연도 있었다. 레드 제플린은 드러머 존 보넘이 알코올 중독으로 사망하면서 1980년 공식 해체한 상태였다. 이 때 드럼을 연주한 두 사람은 레드 제플린의 정식 멤버가 아니었지만, VH1에서 1995년에 방영한 10주년 기념 재방송에서 레드 제플린의 일원으로 소개될 정도로 뜨거운 반응을 얻었다.
테디 펜더그라스(Teddy Pendergrass)는 그를 죽음 직전까지 몰아가고 마비 상태로 만들었던 1982년의 교통 사고 이후 처음으로 대중 앞에 모습을 드러냈다. 그는 애쉬포드 & 심슨(Ashford & Simpson)과 함께 〈Reach Out and Touch〉를 불렀다.
듀랜 듀랜은 네 곡을 공연했는데, 이 공연은 훗날 2003년 공식 재결합 전까지 5명의 창립 멤버가 참여한 마지막 무대였다. 또한 리드 싱어 사이먼 르 봉이 〈View to a Kill〉 공연 도중 저지른 가성처리 실수로도 기억될 만했는데, 이 실수는 언론을 통해 이렇게 보도되었다. "그 어이없는 음조는 'all we need'로 들렸다."
JFK에서는 피날레로 뮤지션들이 모두 무대로 올라와 USA for Africa의 〈We are the World〉를 불렀다.

### 대서양 횡단 공연 이벤트
필 콜린스는 웸블리와 JFK 두 곳에서 모두 공연했는데, 이는 영국에서 공연을 마치고 콩코드를 타고 대서양을 건넜기에 가능한 일이었다. 방송인 노엘 에드먼즈(Noel Edmonds)가 헬리콥터에 필 콜린스를 태우고 런던 히드로 공항으로 날아가 그가 콩코드에 탑승할 수 있도록 배려했다. 두 공연에서 콜린스는 자신의 출연분 외에도 에릭 클랩튼의 공연과 레드 제플린의 재결합 공연에서 드럼을 연주하기도 했다. 비행 도중 필 콜린스는 셰어를 만났지만 그녀는 대서양을 넘나드는 이 이벤트에 대해 알지 못했고, 그녀는 미국 공연의 피날레에서야 무대에 올랐다. 한편 듀랜 듀랜 또한 두 공연장에서 모두 공연하기로 했으나, 계획을 취소했다.

## 모금
공연 동안 관객들은 라이브 에이드 운동에 모금해줄 것을 요청받았다. BBC에서 300대의 전화 회선이 연결되었고, 시민들은 신용카드로 기부를 할 수 있었다. 관객의 전화 번호와 주소로 수표가 보내졌다. 이러한 작업이 20분마다 계속되었다. 런던 공연 시작되고 7시간 후, 밥 겔도프는 모금 현황을 파악할 수 있었다. 총 120만 파운드였다. 그는 액수에 실망했고 BBC의 논평진과 대립했다고 알려졌다. 그 때, 그가 나중에 "정말 놀라운 일"이라고 증언했던 여왕의 격려에 힘입어 그에게는 유명한 인터뷰가 주어졌다. 많은 사람들이 오늘날 그가 "그 지랄같은 돈 좀 빨리 내놓으십시오"라고 말한 것으로 기억하지만, 이는 사실이 아니다. 그는 이렇게 말했다. "사람들이 죽어가고 있습니다. 돈을 기부하십시오. 제게 돈을 기부하십시오." 나중에 그가 BBC 앵커에게 그의 계획의 필요성을 말하려 할 때 겔도프는 이렇게 내뱉었다. "니미 지랄같은 주소. 빨리 돈 좀 주십시오. 여기 번호 있습니다." 밥 겔도프가 이렇게 분노를 터뜨리고 나서, 기부금은 초당 300파운드씩 들어오기 시작했다. 데이비드 보위의 공연 후 더 카스의 〈Drive〉를 배경으로 굶주리고 병든 에티오피아의 어린이들이 담긴 영상이 CBC에서 송출됐고, 런던과 필라델피아의 공연장의 스크린과 전 세계의 텔레비전을 통해 방영되었다. 영상의 여파까지 더해져 모금에는 가속이 붙었다.
겔도프가 언급했듯이, 당시 아일랜드 공화국은 경기 불황의 고통 속에서도 1인당 가장 많은 기부금을 기부했다. 개인 기부금 중 가장 액수가 큰 기부금은 두바이의 유력한 가문에서 나왔다. 그들은 겔도프와 전화상으로 대화를 나눈 후에 100만 파운드를 기부했다.
다음날 뉴스는 4000만 파운드에서 5000만 파운드를 모금했다고 보도했다. 오늘날 공연의 직접적 결과로 기근에 대한 원조를 위해 1억 5000만 파운드가 모금된 것으로 알려졌다.

## 그들의 찬란한 시간: 셋리스트
출연 순서대로, 그리고 웸블리 스타디움 공연부터 나열하였다. 시간은 BST(영국 서머 타임) 기준으로, 해당 팀의 공연 시작 시간을 가리킨다. 'W'는 런던 웸블리 스타디움을, 'JFK'는 미국 존 F. 케네디 스타디움을 뜻한다.
- Coldstream Guards, royal salute, "God Save The Queen" (W 12:00);
- Status Quo - "Rockin' All Over The World", "Caroline", "Don't Waste My Time" (W 12:02);
- Style Council - "You're The Best Thing", "Big Boss Groove", "Internationnalists", "Walls Come Tumbling Down" (W 12:19);
- Boomtown Rats - "I Don't Like Mondays", "Drag Me Down", "Rat Trap", "For He's A Jolly Good Fellow" (sung by the audience) (W 12:44);
- Adam Ant - "Vive Le Rock" (W 13:00);
- INXS (performing in Melbourne) - "What You Need", "Don't Change", 13:06);
- Men At Work (performing in Melbourne) - Day After Day (13:12)
- Ultravox - "Reap The Wild", "Dancing With Tears In My Eyes", "One Small Day", "Vienna" (W 13:16);
- Loudness (taped in Japan) - "Gotta Fight", 13:34);
- Off Cause (taped in Japan - "Endless Night", 13:36);
- Eikichi Yazawa (taped in Japan) - "Take It Time", 13:38);
- Motoharu Sano (taped in Japan) - "Shame", 13:40);
- Spandau Ballet - "Only When You Leave", "Virgin", "True" (W 13:47);
- Bernard Watson - "All I Really Want To Do", "Interview" (JFK 13:51);
- Joan Baez (introduced by Jack Nicholson - speech, "Amazing Grace", "We Are The World" (JFK 14:02);
- Elvis Costello - "All You Need Is Love" (W 14:07);
- Austria For Afrika (taped in Austria) - Introduction, "Warum(Why)" (W 14:12);
- The Hooters - "And We Danced", "All You Zombies" (JFK 14:10);
- Nik Kershaw - "Wide Boy", "Don Quixote", "The Riddle", "Wouldn't It Be Good" (W 14:22);
- The Four Tops - "Shake Me, Wake Me (When It's Over)", "Bernadette", "It's The Same Old Song", "Reach Out I'll Be There", "I Can't Help Myself (Sugar Pie, Honey Bunch)" (JFK 14:33);
- B. B. King - "Why I Sing The Blues", "Don't Answer The Door", "Rock Me Baby" (performing in The Hague (JFK 14:38);
- Billy Ocean - "Caribbean Queen", "Loverboy" (JFK 14:45);
- Sade - "Why Can't We Live Together", "Your Love Is King", "Is It A Crime" (W 14:55);
- Black Sabbath (introduced by Chevy Chase) - "Children of the Grave", "Iron Man", "Paranoid" (JFK 14:52);
- Yu Rock Mission (performing in Belgrade) - "For A Million Years" (JFK 15:10);
- Run-DMC - "Jam Master Jay", "King Of Rock" (JFK 15:12);
- Sting (with Branford Marsalis) - "Roxanne", "Driven To Tears", "Message In A Bottle" (W 15:18);
- Phil Collins - "Against All Odds (Take a Look at Me Now)", "In the Air Tonight" (W 15:27);
- Sting and Phil Collins (with Branford Marsalis) - "Long Long Way To Go", "Every Breath You Take" (W 15:32);
- Rick Springfield - "Love Somebody", "State Of The Heart", "Human Touch" (JFK 15:30);
- REO Speedwagon - "Can't Fight This Feeling", "Roll With The Changes" (with The Beach Boys) (JFK 15:47);
- Howard Jones - "Hide and Seek" (W 15:50)
- Autograph (performing in Moscow) - "Golovokruzhenie" ("Vertigo"), "Nam Nuzhen Mir" ("We Need Peace" (W 15:55);
- Bryan Ferry (with Pink Floyd's David Gilmour on guitar) - "Sensation", "Boys And Girls", "Slave To Love", "Jealous Guy" (W 16:07);
- Crosby, Stills and Nash - "Southern Cross", "Teach Your Children", "Suite: Judy Blue Eyes" (JFK 16:15);
- Band Für Afrika (performing in Cologne) - "Nackt Im Wind" ("Naked In The Wind"), "Ein Jahr (Es Geht Voran)" (["It Goes Ahead") (W 16:24);
- Judas Priest - "Living After Midnight", "The Green Manalishi (With The Two-Pronged Crown)", "You've Got Another Thing Comin'" (JFK 16:26);
- Paul Young - "Do They Know It's Christmas?" (intro), "Come Back And Stay", "Every Time You Go Away" (W 16:38);
- Paul Young and Alison Moyet - "That's The Way Love Is" (W 16:48);
- link-up between Wembley Stadium and JFK Stadium;
- Bryan Adams - "Kids Wanna Rock", "Summer of '69", "Tears Are Not Enough", "Cuts Like a Knife" (JFK 17:02);
- U2 - "Sunday Bloody Sunday", "Bad"/"Satellite Of Love"/"Ruby Tuesday"/"Sympathy For The Devil"/"Walk On The Wild Side" (W 17:20);
- The Beach Boys - "California Girls", "Help Me, Rhonda", "Wouldn't It Be Nice", "Good Vibrations", "Surfin' USA" (JFK 17:40);
- Dire Straits with Sting - "Money for Nothing", "Sultans of Swing" (W 18:00);

- George Thorogood and the Destroyers / Bo Diddley / Albert Collins - "Who Do You Love", "The Sky Is Crying", "Madison Blues" (JFK 18:26);
- Queen (introduced by comedians Mel Smith and Griff Rhys Jones) - "Bohemian Rhapsody", "Radio Ga Ga", "Hammer To Fall", "Crazy Little Thing Called Love", "We Will Rock You", "We Are the Champions" (W 18:44);
- David Bowie and Mick Jagger - "Dancing in the Street" (video, JFK 19:02);
- Simple Minds - "Ghostdancing", "Don't You (Forget About Me)", "Promised You a Miracle" (JFK 19:07);
- David Bowie (with Thomas Dolby on keyboards) - "TVC 15", "Rebel Rebel", "Modern Love", "Heroes" (W 19:22);
- famine video made by CBC (W 19:41);
- The Pretenders - "Time The Avenger", "Message of Love", "Stop Your Sobbing", "Back On The Chain Gang", "Middle Of The Road" (JFK 19:41);
- The Who - "My Generation"/"Pinball Wizard", "Love, Reign o'er Me", "Won't Get Fooled Again" (W 20:00);
- Santana and Pat Metheny - "Brotherhood", "Primera Invasion", "Open Invitation", "By The Pool"/"Right Now" (JFK 20:21);
- Phil Collins and Steve Blacknell - Interview, live on the Concorde (W 20:27);
- video from Norway - "All of Us" (W 20:44);
- Elton John - "I'm Still Standing", "Bennie and the Jets", "Rocket Man", "Can I Get a Witness" (W 20:50);
- Ashford & Simpson - "Solid", "Reach Out and Touch (Somebody's Hand)" (with Teddy Pendergrass) (JFK 20:57);
- Elton John and Kiki Dee - "Don't Go Breaking My Heart" (W 21:05);
- Elton John, Kiki Dee and Wham! - "Don't Let the Sun Go Down on Me" (W 21:09);
- Kool & the Gang (pre-recorded live video) - "Stand Up and Sing", "Cherish" (JFK 21:19);
- Madonna - "Holiday", "Into The Groove", "Love Makes The World Go Round" (JFK 21:27);
- Finale at Wembley Stadium:

a) Freddie Mercury and Brian May (Queen) - "Is This The World We Created?" (W 21:48),
b) Paul McCartney - "Let It Be" (W 21:51),
c) Band Aid (led by Bob Geldof) - "Do They Know It's Christmas?" (W 21:54);
- Tom Petty - "American Girl", "The Waiting", "Rebels", "Refugee" (JFK 22:14);
- Kenny Loggins - "Footloose" (JFK 22:30);
- The Cars - "You Might Think", "Drive", "Just What I Needed", "Heartbeat City" (JFK 22:49);
- Neil Young - "Sugar Mountain", "The Needle and the Damage Done", "Helpless", "Nothing Is Perfect", "Powderfinger" (JFK 23:07);
- Power Station - "Murderess", "Get It On" (JFK 23:43);
- Thompson Twins - "Hold Me Now" (JFK 00:21);
- Thompson Twins with Madonna - "Revolution" (JFK 00:25);
- Eric Clapton - "White Room", "She's Waiting", "Layla" (JFK 00:39);
- Phil Collins again (having taken Concorde from UK to USA) - "Against All Odds (Take a Look at Me Now)", "In the Air Tonight" (JFK 01:04);
- Led Zeppelin - "Rock And Roll", "Whole Lotta Love", "Stairway To Heaven" (JFK 01:10);
- Crosby, Stills, Nash & Young - "Only Love Can Break Your Heart", "Daylight Again", "Find The Cost Of Freedom"" (JFK 01:40);
- Duran Duran (the last time the original five members performed together until 2003) - "A View to a Kill", "Union of the Snake", "Save A Prayer", "The Reflex" (JFK 01:45);
- Cliff Richard - "A World of Difference" (live at the BBC, 02:10);
- Patti LaBelle - "New Attitude", "Imagine", "Forever Young", "Stir It Up", "Over The Rainbow", "Why Can't I Get It Over" (JFK 02:20);
- Hall & Oates (with G.E. Smith of Saturday Night Live fame on guitar) / Eddie Kendricks / David Ruffin - "Out of Touch", "Maneater", "Get Ready" (with Eddie Kendricks), "Ain't Too Proud To Beg" (with David Ruffin), "The Way You Do the Things You Do", "My Girl" (with Eddie Kendricks and David Ruffin) (JFK 02:50);
- Mick Jagger with Hall & Oates / Eddie Kendricks / David Ruffin - "Lonely At The Top", "Just Another Night", "Miss You" (JFK 03:15);
- Mick Jagger with Tina Turner - "State of Shock", "It's Only Rock and Roll" (JFK 03:28);
- Finale at JFK Stadium:

a) Bob Dylan, Keith Richards and Ron Wood - "Ballad of Hollis Brown", "When The Ship Comes In", Blowin' In The Wind" (JFK 03:39),
b) USA for Africa (led by Lionel Richie) - "We Are The World" (JFK 3:55).

## 취입, 그리고 발매
밥 겔도프가 라이브 에이드에 아티스트들이 참여하도록 설득할 때, 그는 이 공연이 한번으로 끝날 것이라 약속했다. 이 때문에 이 공연은 제대로 완전히 취입되지 못했고, 다만 텔레비전 방영 목적으로 녹화되기만 했다. 그나마도 밥 겔도프의 요청으로 ABC는 그 테이프를 삭제했다. 하지만 ABC와 신디케이트 조직이 그 테이프를 삭제하기 전에 복사본이 스미스소니언 협회에 기증되었고, 협회는 복사본을 폐기하지 않았다. MTV는 방송을 위한 녹화분을 보존하기로 결정했고, 보관소에서 100개가 넘는 테이프가 최근 발견되었다. 하지만 여기에도 방송 당시 MTV의 휴식시간과 BBC의 방송분으로 인해 편집된 부분이 많았다.
- 공식 DVD

라이브 에이드 공식 DVD는 2004년 11월 8일에 발매되었다. 이 DVD에는 전체 16시간의 공연 중 10시간의 부분만이 수록되어 있었다. DVD는 밥 겔도프의 회사인 우드참 주식회사(Woodcharm Ltd.)에서 생산했고 워너 뮤직 그룹에서 발매했다.
겔도프가 공식 DVD발매를 결정한 것은 공연을 한 지 20여 년이 지난 후였다. 그 결정도 그가 인터넷에 떠도는 수많은 해적판을 보고 난 후에야 이루어진 것이었다. 편집판에서 상당 부분의 트랙이 없는 상태였기 때문에, DVD 발매에 대하여 상당한 논쟁이 있었다.
온전한 공연부의 대부분은 BBC가 가지고 있었고, 이것이 DVD 생산의 주요 소스가 되었다. DVD 생산 도중에 MTV는 우드참 주식회사에서 필름과 대체 부분을 빌려 썼고, 그것들은 DVD의 미국 공연 부분에서 추가적으로 사용되었다.
DVD로 공연을 취입해 발매하기 위해 BBC와 MTV의 소스로 작업이 이루어지면서 몇 개의 라이선스를 획득했다. 예를 들어 공식 DVD의 많은 수의 음악들이 녹화 과정에서 마이크의 문제로 인해 대체되었다. 그 예로, 폴 매카트니는 녹화 당시의 실수로 인해 DVD를 위해 공연을 한 지 20여 년이 지나서야 스튜디오에서 〈Let It Be〉를 재녹음해야 했다. 영국 공연의 피날레를 장식한 밴드 에이드의 〈Do They Know It's Christmas〉또한 같은 이유로 공식 DVD에서 삭제되었다. 미국 공연의 피날레를 장식한 〈We are the World〉의 경우 공연 당시 마이크가 없는 경우가 있었기 때문에 차후에 덧씌우기도 했다. 가까이서 들어보면 케니 로저스와 제임스 잉그램의 목소리를 들을 수 있지만, 그들은 공연에 불참했던 사실이 이를 반증한다.
공연 당시의 기술적 문제이거나 당시 촬영분이 없거나 아니면 음악에서의 문제로 인해, DVD에 수록할 부분을 고르는 과정에서 취사선택이 있어서 릭 스프링필드, 포 탑스, 더 후터스, 더 파워 스테이션, 그리고 '크로스비, 스틸스, 내쉬 & 영' 등 상당수 팀의 공연 분량이 DVD 수록에서 제외되었다. 예를 들어 마돈나는 라이브 에이드 공연 당시 세 곡을 공연했지만, DVD에는 두 곡만이 수록되었다. 〈Love Makes The World Go Round〉 공연분이 수록되지 않은 것이다.
뮤지션의 사정에 관련된 문제도 있었다. 레드 제플린과 산타나의 경우 그들의 요청으로 공연분이 DVD에서 제외되었다. 레드 제플린의 경우는 이전까지 알려진 바와 달리, 공연분이 그들의 계약 관계와 얽혀 있었다고 한다. 지미 페이지와 로버트 플랜트는 곧 발매될 레드 제플린의 DVD 수익을 기부하기로 되어 있고, 존 폴 존스는 뮤추얼 어드마이레이션 소사이어티(Mutual Admiration Society)와의 미국 합동 순회공연에서의 수익을 기부하기로 되어 있었다는 것이다.
한편 고든 브라운 전 영국 총리는 재무부 장관으로 재직할 때 이 DVD에 부과된 부가소비세를 기부에 쓰고, DVD 판매시 5파운드씩 추가로 모금하기로 했다.
- 비공식 카피판

라이브 에이드가 전 세계에 방영되어 수십억 명의 인구가 시청했기 때문에 다양한 화질의 카피판이 가정용 VTR로 녹화되었다. 대부분의 카피판들이 모노로 녹화되었는데 이는 당시 대부분의 VTR이 모노만을 지원했고 BBC방송이 모노로 방송을 송출했기 때문이다(전술했듯이 BBC 라디오와 ABC 라디오, 그리고 MTV는 스테레오 방송을 송출했다). 공연 후 약 20여 년간 수집가 시장에서 이러한 카피판들이 거래되었고, 최근에는 파일 공유 네트워크에도 등장했다. 공식 DVD가 공연의 일부만을 수록하고 있기 때문에, 이러한 카피판은 현재 이 역사적인 공연을 온전히 볼 수 있는 유일한 수단이다.
이 공연의 기획 의도상, 공식 DVD의 판매 수익금만 기근 퇴치에 활용되고 있다.

## 비판과 논쟁
밥 딜런의 공연은 그의 발언으로 논쟁을 불러일으켰다.
"나는 그 돈의 일부를...아마 그들이 그 돈의 일부를 가지고, 아마도...100만에서 200만 정도라도... 그걸 갖고, 은행에 빚을 진 몇몇 농장들과, 우리 농부들의 채무를 갚기 위해 썼으면 좋겠군 말이야...(I hope that some of the money…maybe they can just take a little bit of it, maybe…one or two million, maybe…and use it, say, to pay the mortgages on some of the farms and, the farmers here, owe to the banks…)"
딜런의 말은 이전에도 잘못 인용되는 경우가 있었다. 예를 들어 팜 에이드(Farm Aid) 웹사이트에 따르면 그는 이렇게 말했다.
"우리 미국에 있는 우리 농부들을 위해 우리가 무언가를 한다면 얼마나 좋겠는가?(Wouldn't it be great if we did something for our own farmers right here in America?)" - 추가설명 필요.
밥 겔도프는 그의 자서전 《Is That it?》(1986)에서 딜런의 발언에 대해 다음과 같이 극렬히 비판했다
"그(밥 딜런)는 라이브 에이드로 고양된 이슈에 대해 철저하게 이해하지 못했음을 보여주었다...라이브 에이드는 죽어가는 사람들에 대한 것이었다. 생계수단을 잃는 것과 생명을 잃는 것은 근본적으로 다른 것이다. 이로써 팜 에이드를 선동했고, 그 자체로서는 훌륭한 것이었다. 하지만 말하기에 너무 멍청하고 우둔하며 비민족주의적이다."
아나키즘 성향의 밴드 첨버왐버(Chumbawamba)는 1986년 음반 《Pictures of Starving Children Sell Records》를 발매했고, 라이브 에이드를 비판적 시각으로 바라보았다. 공연한 아티스트들은 모두 자기 자신을 위해 참가했고 전문적으로 도우려는 사람들로 생각했다.
2005년 6월 폭스 뉴스 채널의 진행자 빌 오라일리는 밥 겔도프의 관대함과 걱정에 대한 공공연한 찬미자였음에도 불구하고, 라이브 에이드의 프로듀서가 모금된 돈에 부주의했음을 비판했다. 펀드의 상당 부분이 멩기스투 하일레 마리암과 그의 군대로 빠져나갔음이 드러났고, 오라일리는 자선 기관에서 수혜 국가를 다루는 데 있어 가능한 국가들을 매수하기보다는 기부를 통제해야 한다고 생각했다.
《Meet the Press》의 진행자로 유명한 팀 루설트(Tim Russert)는 오라일리의 발언이 나온 지 얼마 되지 않아 《Meet the Press》에서 보노와 인터뷰를 할 때, 오라일리와 다른 록 뮤지션들의 이러한 걱정을 언급했다. 보노는 아프리카의 가장 큰 적은 기근이나 굶주림이 아닌 부패라고 언급했다. 그는 자선 기구에서 어떻게 돈이 사용되는지 잘 결정해야 한다는 데 동의했다. 자선 기구의 '도둑질' 때문에 지원이 옥죄어지는 것보다는 낫기 때문에, 필요로 하는 사람들을 위해서는 무법지대에라도 기금은 지원하는 편이 낫다고 한 것이다.
다른 비평가들 또한 자선 기구로부터의 기금이 결국은 부패한 정부로 흘러 들어갔다고 비판했다. 라이브 에이드로 모금된 기금의 대부분은 에티오피아의 비정부 기구로 보내졌지만, 그들 중 일부는 멩기스투 하일레 마리암의 군사 정부 '더그(Derg)'의 영향력 아래에 있었다. 일부 언론인들은 '더그'가 라이브 에이드와 옥스팜의 기금을 그의 재식민화 및 토지의 사유화 프로그램을 강화하는 데 투자했다고 보았다. 이 정부 치하에서 3백만 명이 추방되었으며 5만~10만여 명의 인명이 학살된 것으로 알려져 있다.

## 방송 중계
- 영국 - 영국방송공사 (BBC1, BBC 라디오 1)
- 미국 - ABC → MTV 네트워크
- 일본 - 후지 TV
- 대한민국 - 문화방송[2]

## 같이 보기
- 루프탑 콘서트